# Hoplia setosella
Hoplia setosella är en skalbaggsart som beskrevs av Brenske 1893. Hoplia setosella ingår i släktet Hoplia och familjen Melolonthidae. Inga underarter finns listade i Catalogue of Life.